# Área metropolitana de Baton Rouge

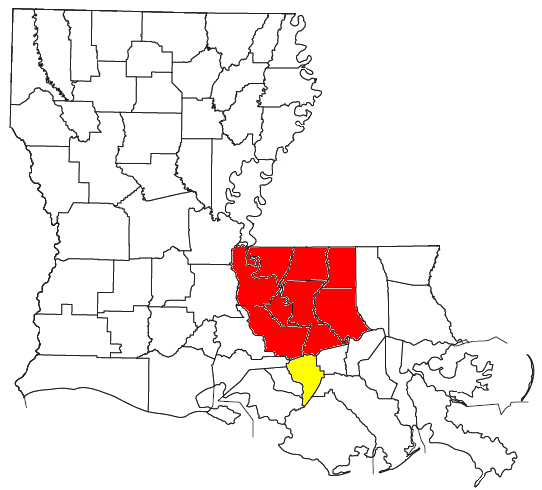
Mapa del estado de Luisiana con el Área Estadística Metropolitana Combinada de Baton Rouge–Pierre Part LA CSA y sus componentes:
Área Estadística Metropolitana de Baton Rouge LA MSA
Área Estadística Micropolitana de Pierre Part LA µSA

El Área Metropolitana de Baton Rouge, oficialmente Área Estadística Metropolitana de Baton Rouge LA MSA según la denominación utilizada por la Oficina del Censo de los Estados Unidos; es un Área Estadística Metropolitana centrada en las ciudades Baton Rouge, capital del estado de Luisiana, Estados Unidos. 
Cuenta con una población de 802.484 habitantes según el censo de 2010.

## Composición
Las 9 parroquias del área metropolitana y su población según los resultados del censo 2010:
- Ascension – 107.215 habitantes
- East Baton Rouge – 440.171 habitantes
- East Feliciana – 20.267 habitantes
- Iberville – 33.387 habitantes
- Livingston – 128.026 habitantes
- Pointe Coupee – 22.802 habitantes
- St. Helena – 11.203 habitantes
- West Baton Rouge – 23.788 habitantes
- West Feliciana – 15.625 habitantes

## Área Estadística Metropolitana Combinada
El Área Estadística Metropolitana Combinada de Baton Rouge–Pierre Part LA CSA está formada por el área metropolitana de Baton Rouge junto con el Área Estadística Micropolitana de Pierre Part LA µSA, situada en la Parroquia de Assumption – 23.421 habitantes (2010); totalizando 825.905 habitantes (2010) en un área de 11.806 km².

## Principales ciudades del área metropolitana
La ciudad más poblada es Baton Rouge, otras comunidades con más de 10 000 habitantes son Baker, Central City, Merrydale, Shenandoah y Zachary.